# 나카자토촌 (군마현)
나카자토촌(일본어: 中里村)은 일본 군마현 남서부, 다노군에 속했던 촌이다. 군마현 중에서 인구가 가장 작은 촌이였다.

## 역사
- 1889년 4월 1일 - 정촌제 시행으로 미나미칸라군 나카자토촌이 성립하였다.
- 1896년 4월 1일 - 다노군으로 소속되었다.
- 2003년 4월 1일 - 만바정과 합병해 간나정이 되었다.

## 지역

### 건강
- 평균연령 : 57.9세 (2002년 10월 1일)

### 교육
- 나카사토 촌립 나카사토 중학교
- 나카사토 촌립 나카사토 초등학교